# Aunay-en-Bazois
Aunay-en-Bazois è un comune francese di 275 abitanti situato nel dipartimento della Nièvre nella regione della Borgogna-Franca Contea.

## Società

### Evoluzione demografica
Abitanti censiti